# Dream (Song Ji-eun)
Dream è il terzo EP della cantante sudcoreana Jieun, pubblicato nel 2020 dalla nuova etichetta discografica OneSoul Entertainment. L'album segna il ritorno della cantante dopo aver lasciato la vecchia casa discografica con cui aveva debuttato.

## Tracce
1. Mirage
2. MIL (Make It Love)
3. Cradle Song
4. Mirage (inst.)
5. MIL (Make It Love) (inst.)
6. Cradle Song (inst.)

Bonus track per la ristampa
1. Bloom